# Dipodillus stigmonyx
Il dipodillo di Karthoum (Dipodillus stigmonyx  Heuglin, 1877) è un roditore della famiglia dei Muridi diffuso in Sudan.

## Descrizione
Roditore di piccole dimensioni, con la lunghezza della testa e del corpo tra 87 e 95 mm, la lunghezza della coda tra 104 e 110 mm, la lunghezza del piede tra 20 e 23 mm e la lunghezza delle orecchie di 12 mm.

Le parti superiori sono color sabbia. Le parti inferiori e le guance, sino alla base degli occhi, sono bianche. Sono presenti due macchie bianche dietro ogni orecchio e sopra ogni occhio. Il muso è scuro. La coda è più lunga della testa e del corpo bruno-giallastra sopra, più chiara sotto e con un ciuffo di peli all'estremità.

## Biologia

### Comportamento
È una specie terricola.

## Distribuzione e habitat
Questa specie è diffusa in un'area lungo il Nilo bianco a sud di Khartoum, nel Sudan centro-meridionale.
Vive in pianure rocciose e praterie semi-desertiche su terreni sabbiosi consolidati.

## Conservazione
La IUCN Red List, considerato la persistente incertezza circa il suo stato di specie distinta e la mancanza di informazioni sull'areale, la storia naturale, le minacce e lo stato di conservazione, classifica D.stigmonyx come specie con dati insufficienti (DD).